# Nieletycy

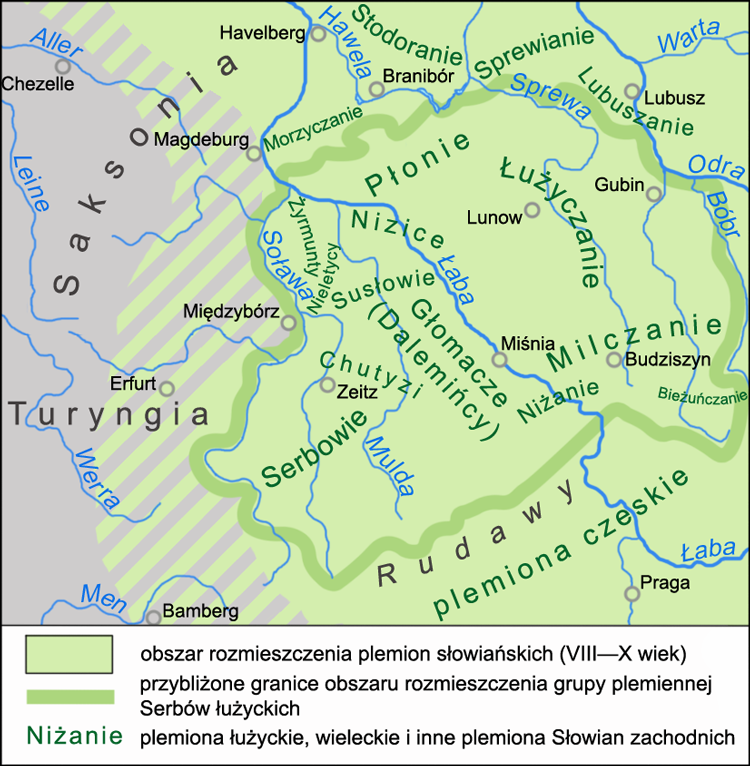
Związek plemion serbskich w okresie od VIII do X wieku

Nieletycy, Nielecice – średniowieczne plemię słowiańskie zamieszkujące górny bieg rzeki Muldy. 
Zaliczane do plemion serbskich obok Niżan, Głomaczy, Żytyców, Niziców, Susłów, Serbiszczów.
Sąsiadywało z innymi małymi plemionami słowiańskimi – Chudzicami, Nudzicami, Koledzicami, Żyrmuntami, Żytycami. Wszystkie te plemiona w X wieku znalazły się pod wpływami niemieckimi. Nie zawsze stosunki z państwem niemieckim układały się właściwie, rejon był bardzo niespokojny i ostatecznie plemiona i ich tereny zostały wchłonięte przez Państwo wschodniofrankijskie, a następnie Królestwo Niemieckie.
Centralnym grodem plemienia był Hobolin.